# Driebladboog

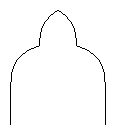
Driebladboog

Een driebladboog is een type boog dat uit een drieblad bestaat waarbij de onderkant open is en het bovenste deel een spitsboogvormige uiteinde heeft. De drie cirkeldelen waaruit de boog bestaat hebben ieder de vorm van een blad met een spitse punt en vormen samen een gelijkzijdige driehoek.
De twee naar binnen wijzende punten worden ieder een toot genoemd en is daarmee een tootboog.
Ze is vergelijkbaar met de drielobboog of driepasboog die in plaats van een spits uiteinde een rond uiteinde heeft gebaseerd op de drielob.

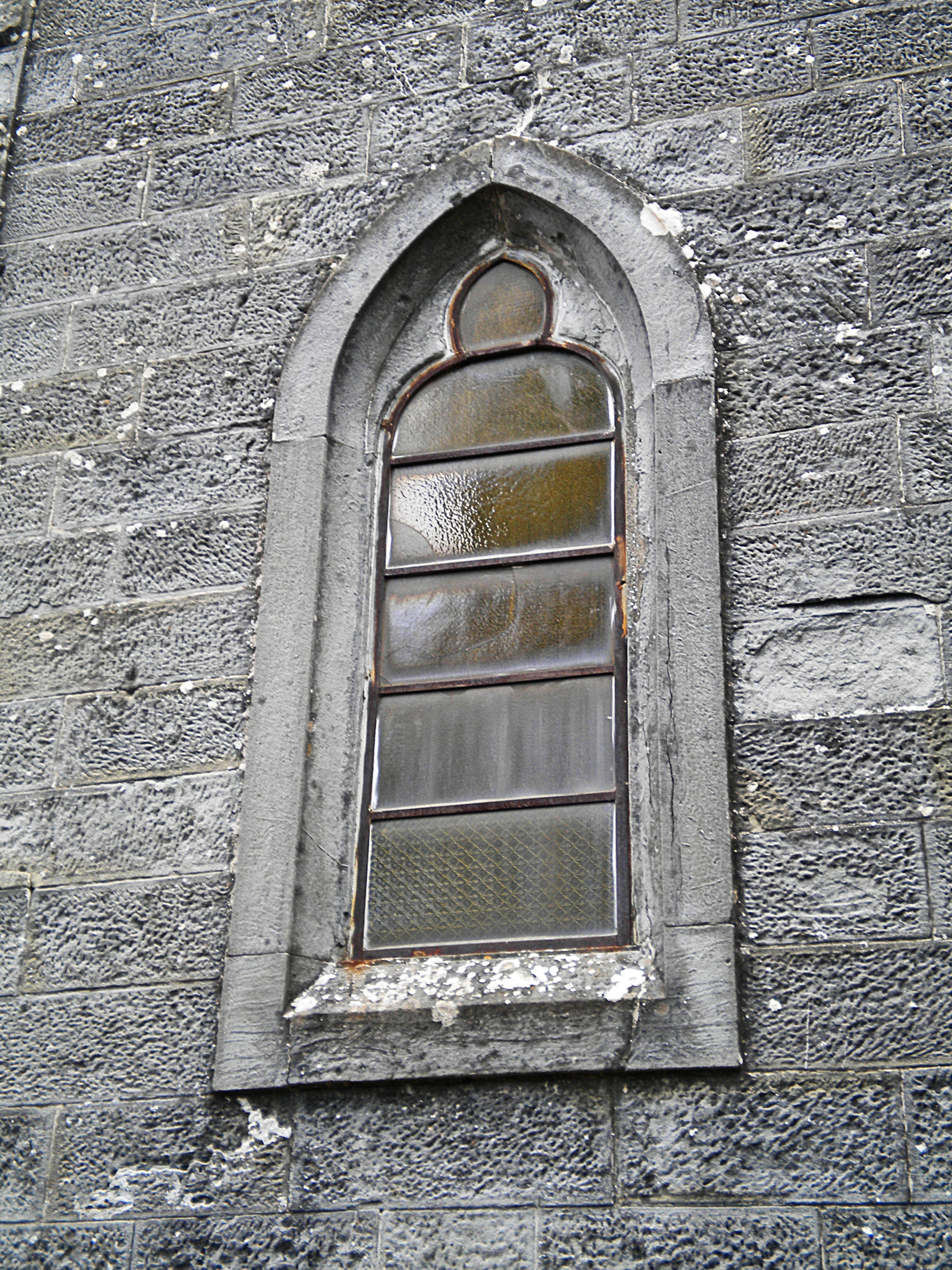
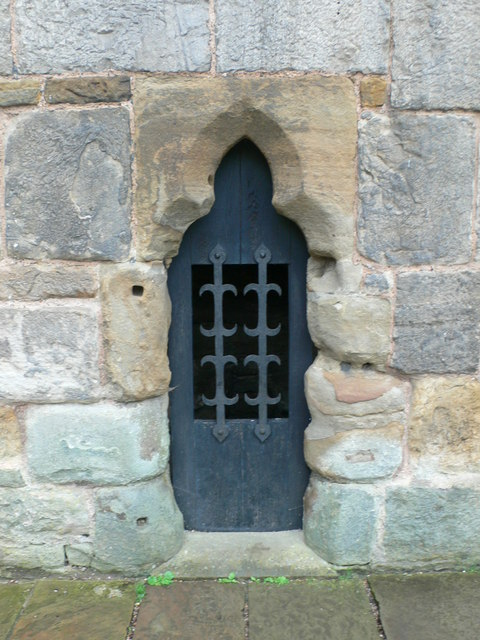
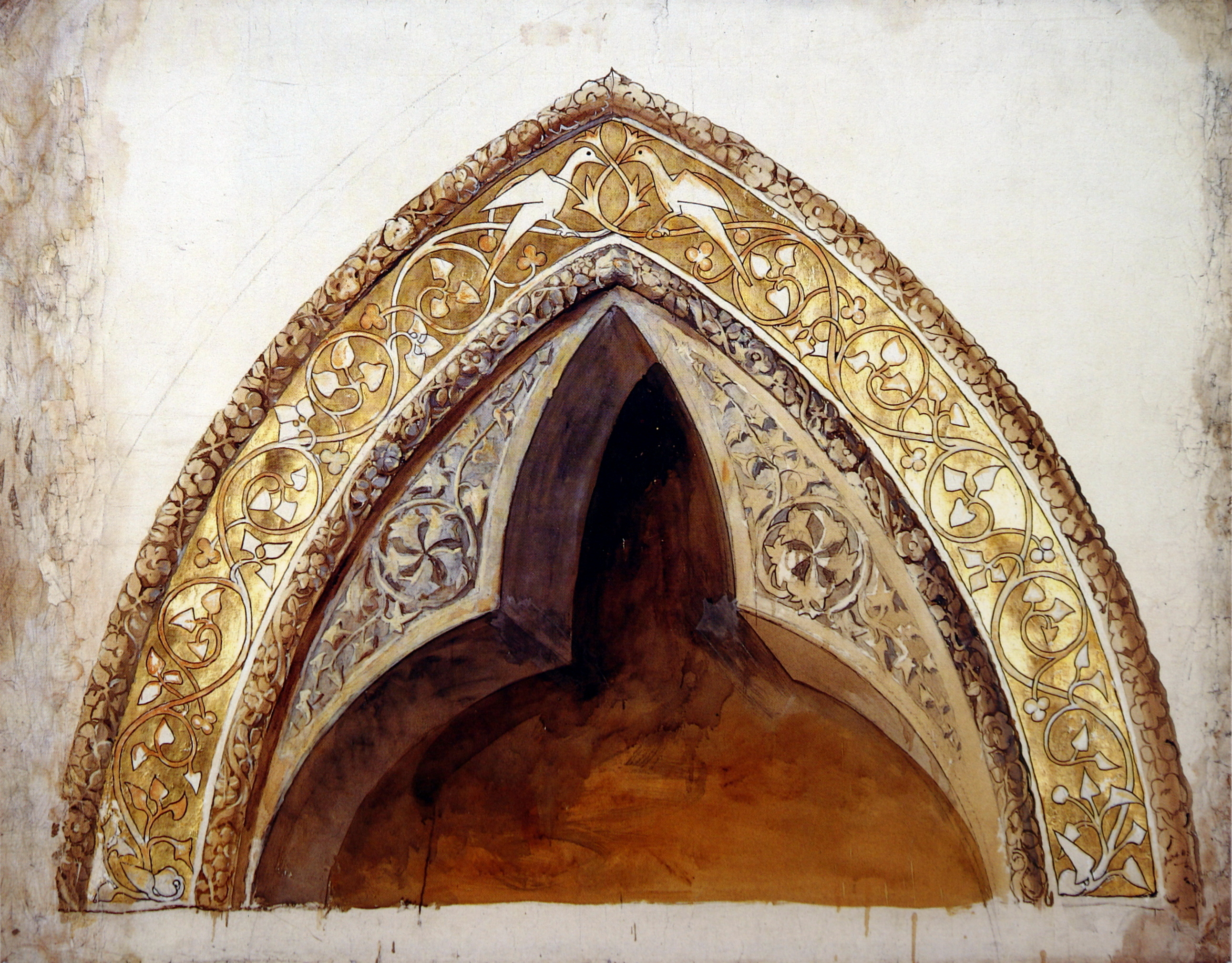
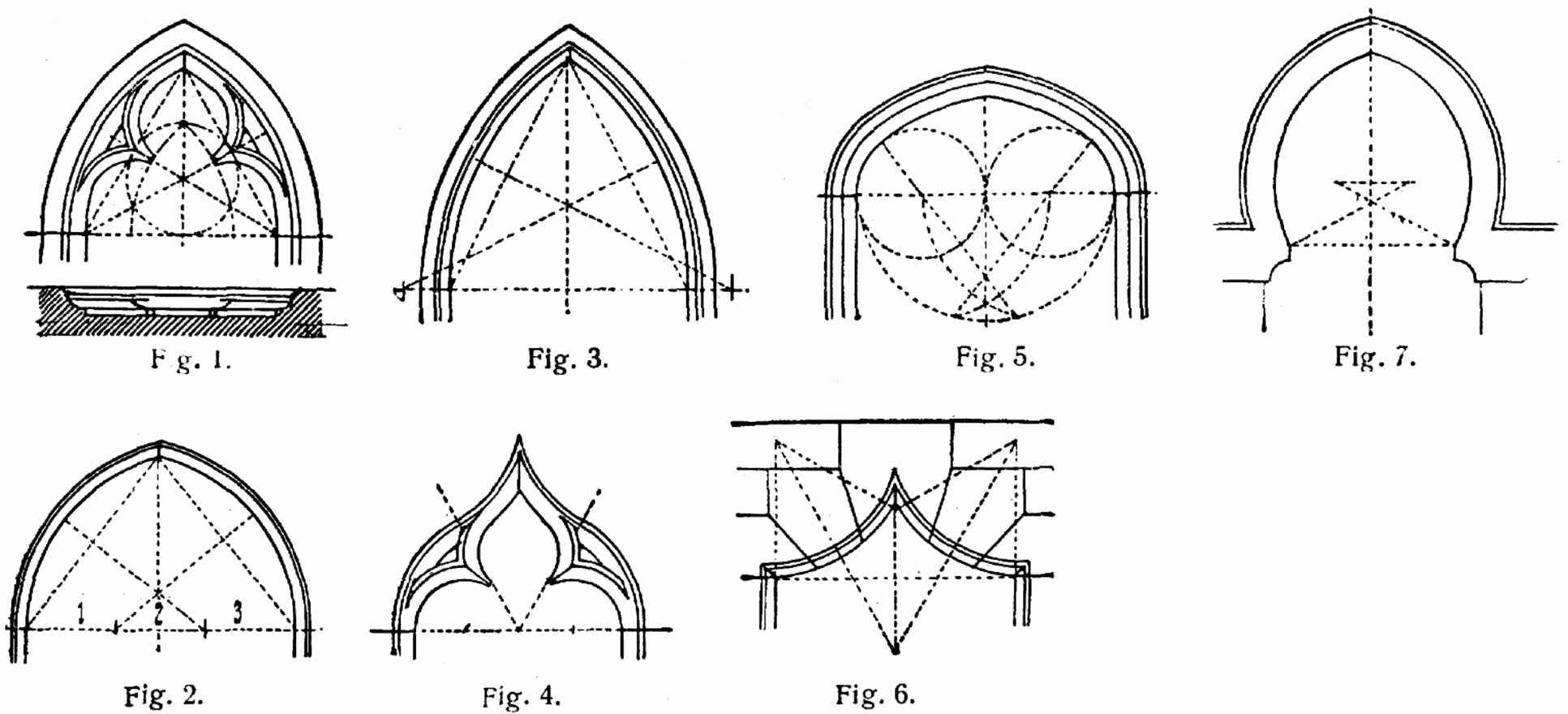
Nr 1 en 4 zijn een driebladboog
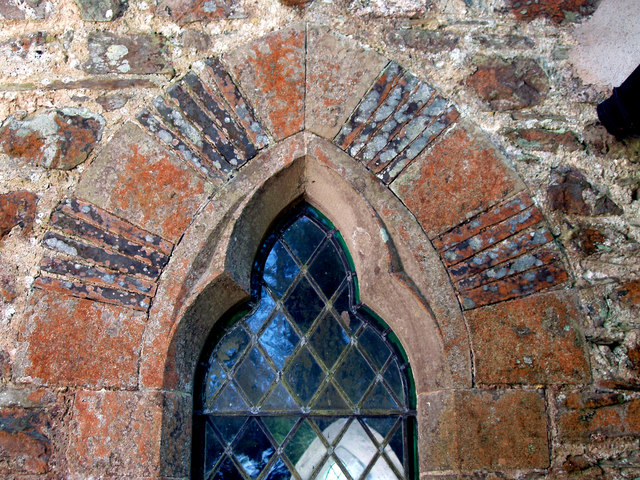
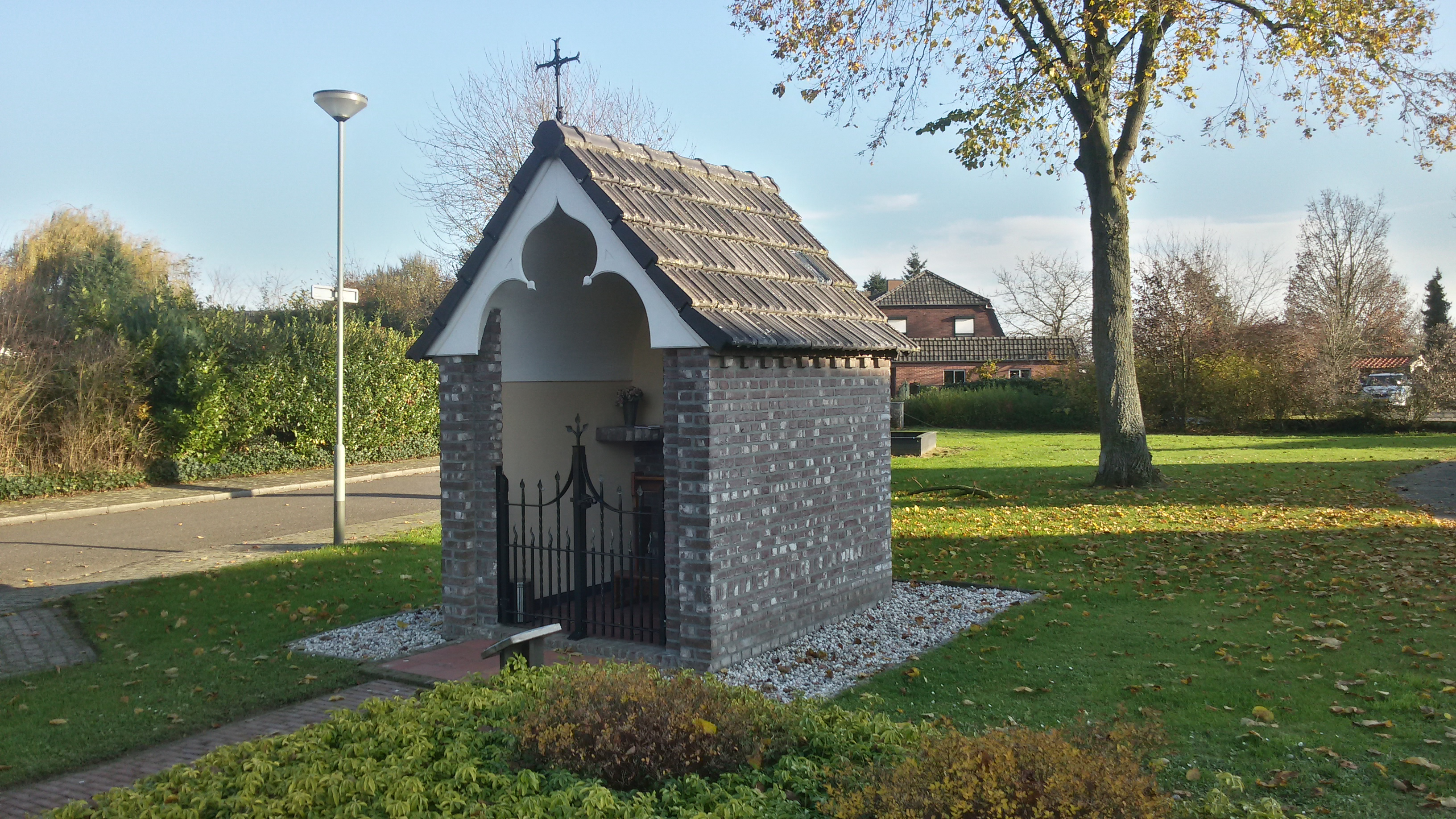
Onze-Lieve-Vrouw-van-Zeven-Smartenkapel in Broekhuizenvorst met ingang in de vorm van den driebladboog